# Adamsches Haus

Entwurf Andreas Adam, 1745 zu seinem Wohnhaus

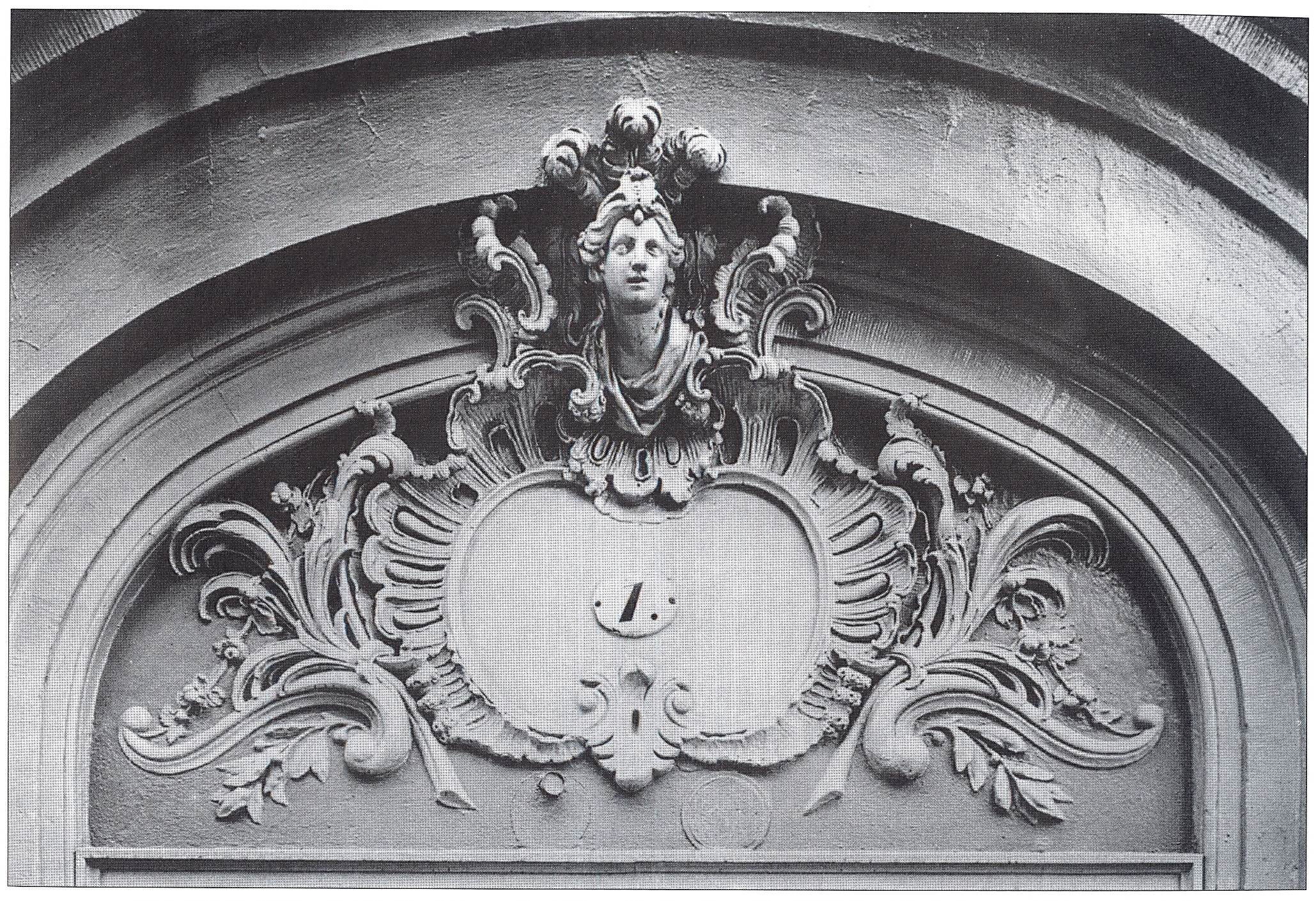
Adamsches Haus (Stadtwaldschlößchen), an der Sophienstraße 1, Dresden, Dekor am Hauptportal, Fotografie um 1900.

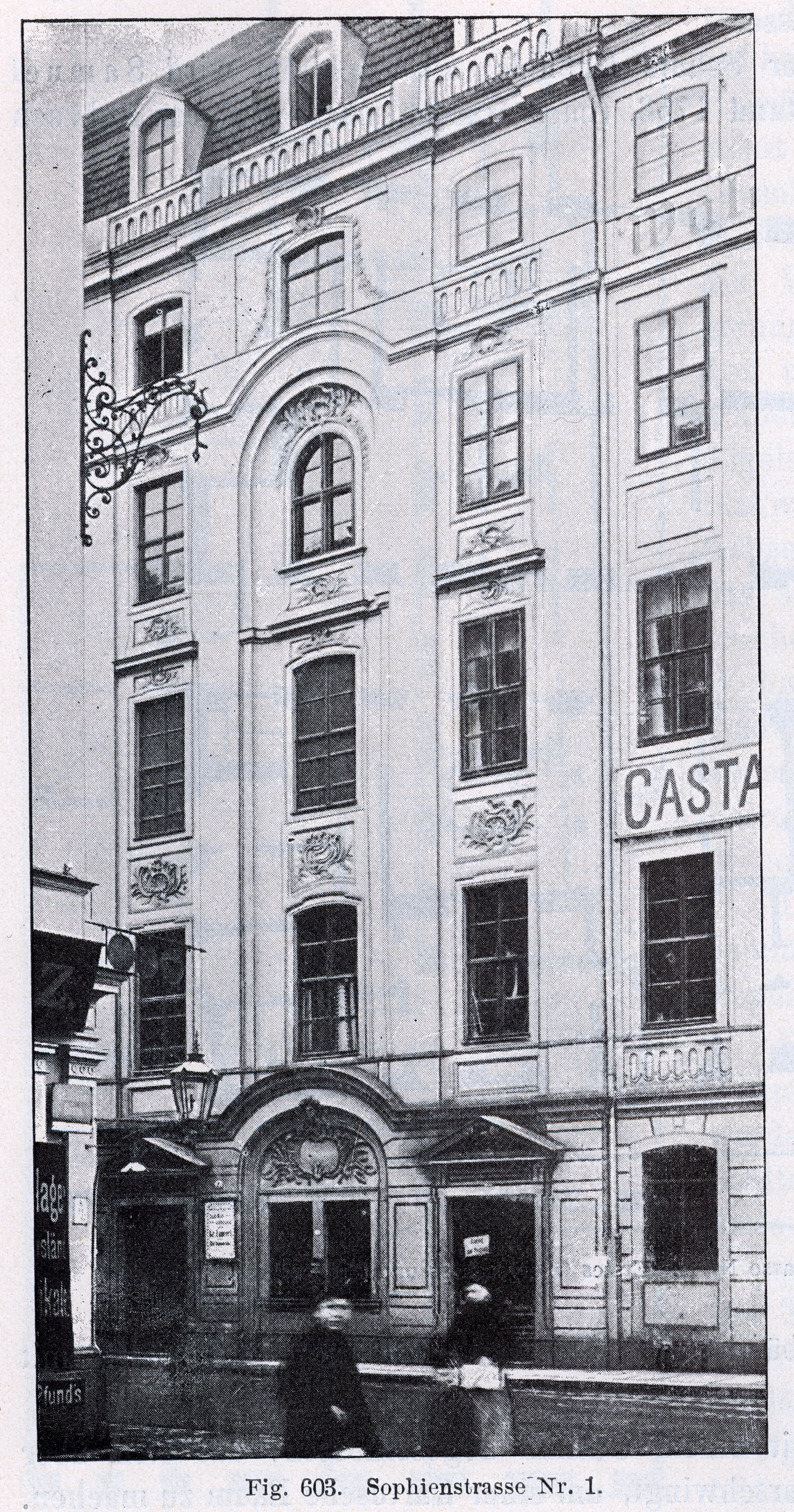
Adamsches Haus an der Sophienstraße 1 in Dresden.

Das Adamsche Haus, auch bekannt als Stadtwaldschlößchen, war ein Wohnhaus an der Sophienstraße 1 Ecke Postplatz in Dresden, das 1745 nach Entwürfen von Andreas Adam erbaut wurde. 1945 wurde das Gebäude zerstört.

## Baubeschreibung und Geschichte
Aufgrund seiner Lage zwischen Sophienstraße und Wallanlage stand das Haus auf einem trapezförmigen Grundriss. Die geschmückte Hauptfassade zur Straße und die rückseitige Fassade waren neunachsig, die Südfassade fünfachsig. An die schmalere Nordseite schloss das Hofwaschhaus an.  Einen besonderen Schmuck erhielt die zur Sophienstraße gewandte Hauptfassade. Die Erdgeschosszone mit Segmentbogenfenstern zeigte Bänderrustika, in der Mittelachse befand sich ein breites Rundbogenportal, dessen oberes Gesims sich emporwölbte. Darin saß eine aufwändig gestaltete Rokokokartusche, die an den Seiten von Palmzweigen und Blütenketten begleitet  und von einer Frauenmaske mit Federbusch bekrönt wurde. Die Mittelachse des Risalits war besonders gestaltet, das im dritten Obergeschosses befindliche Fenster war in Rundbogenform ausgebildet. Die Fensterschäfte seitlich dieser Achse waren breiter ausgebildet. Zusammen mit dem sich hier konvex hochwölbenden Stockwerksgesims wurde in diesem Rundbogenfenster im dritten Obergeschoss das „kompositorische Zentrum der gesamten Front geschaffen“.
1865 kam das Gebäude in den Besitz der Actiengesellschaft der Societätsbrauerei, die dort ein Lokal mit angeschlossenem Biergarten errichtete. Um 1900 wurde ein das Gebäude umschließender eingeschossiger Anbau errichtet, der für das Lokal aber auch für verschiedene Ladengeschäfte genutzt wurde, darunter auch die Dresdner Molkerei Pfunds. Zum belebten Postplatz hin umschloss eine Mauer den Biergarten. Bei der Bombardierung Dresdens im Februar 1945 wurde das Adamsche Haus zerstört.

## Kunstgeschichtliche Bedeutung
Cornelius Gurlitt würdigte diesen Bau, als „[…] eine eigenartige Composition, die durch meisterhaft modellirte Rococokartuschen noch gesteigert wird“. Fritz Löffler schreibt, das Haus müsse als „origineller Beitrag zur Architektur der Zeit […] gewertet werden“. Laut Stefan Hertzig ist Andreas Adam mit seinem eigenen Haus ein „weiteres Meisterwerk seiner Baukunst gelungen“.
An dem Haus erscheint neben der für Knöffel typischen Gliederung durch Lisenen auch ein Motiv, das für Andreas Adam charakteristisch wird – das Motiv des „Portail en niche“. Sowohl am Portal als auch an der Nische über dem Mittelfenster des dritten Obergeschosses befindet sich aufwändiger Rokokoschmuck. Das Adamsche Haus ist auf den Dresdner Veduten des Bernardo Bellotto zu sehen, so auf Die Saturnbastei mit dem Wilschen Tor und dem Zwinger.

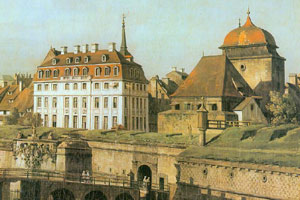
Bernardo Bellotto: Adamsches Haus aus Die Saturnbastei mit dem Wilschen Tor.
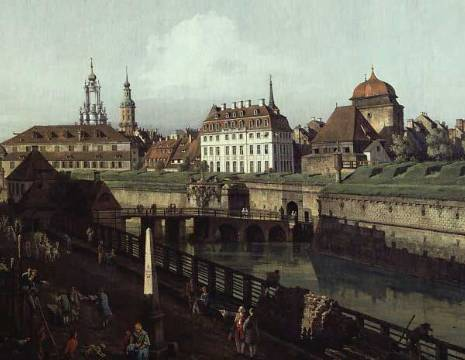
Die Saturnbastei mit dem Wilschen Tor von Canaletto, im Hintergrund das Adamsche Haus.
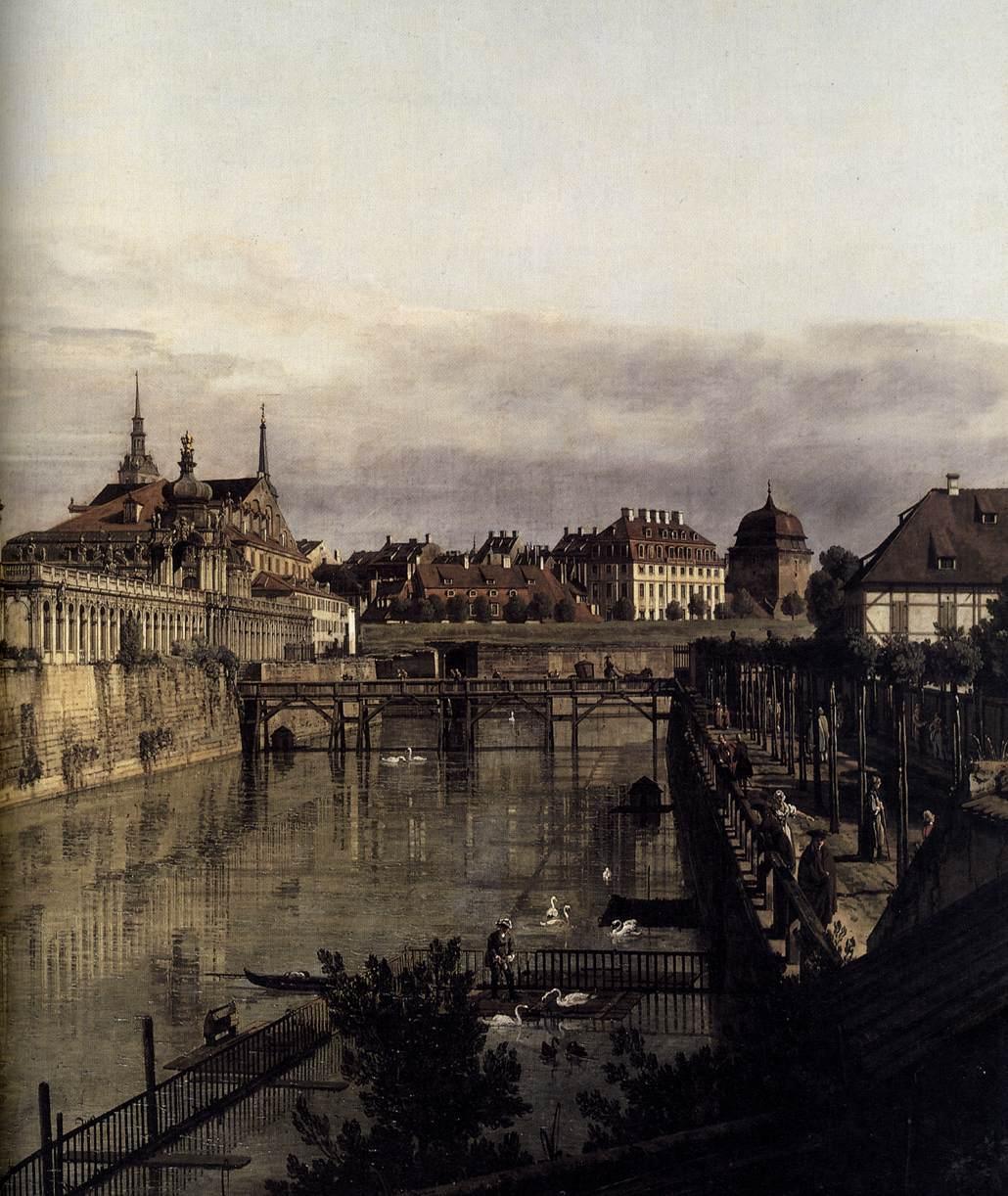
Zwinger von Canaletto, im Hintergrund das Adamsche Haus.